# Nikolaï Vissarionovitch Nekrassov
Pour les articles homonymes, voir Nekrassov.
Nikolaï Vissarionovitch Nekrassov (russe : Никола́й Виссарио́нович Некра́сов) (né le 1er novembre 1879 à Saint-Pétersbourg et mort le 7 mai 1940 à Moscou) est un homme politique libéral russe et le dernier gouverneur général de Finlande.

## Biographie

### Jeunesse et études
Né dans la famille d'un prêtre, Nikolaï Nekrassov est diplômé du lycée de Saint-Pétersbourg (1897, médaille d'or), de l'Université d'État des transports de Saint-Pétersbourg (1902; honneurs). En 1903-1905, il effectue un stage en Allemagne, se familiarise avec le système d'enseignement de la construction dans les établissements d'enseignement supérieur, examine les plus grandes entreprises de construction, et travaille en même temps sur une thèse.
À son retour en Russie en 1904, il devient professeur à l'Institut technologique de Tomsk. À partir de juillet 1906, il est professeur au département de mécanique des structures (spécialité "Ponts"). En 1906-1908, il est secrétaire du département d'ingénierie et de construction.

### Début de carrière politique

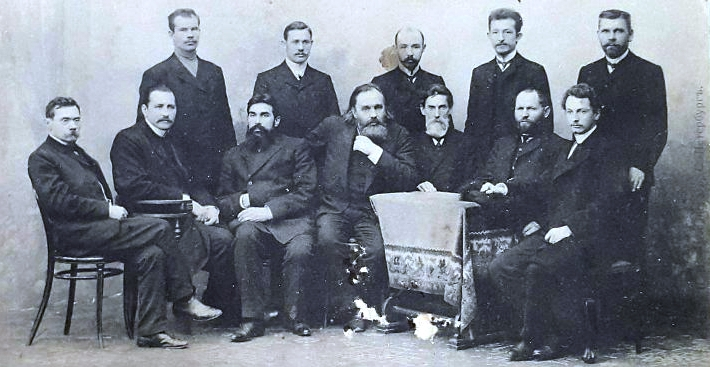
Carte postale "Groupe des membres sibériens de la IIIe Douma d'État"
Debout : A.G. Myagkiy (province de Tomsk), K.I. Molodtsov (province de Tobolsk), N.K. Volkov (oblast de Transbaïkalie), A.A. Voïlochnikov (oblast de Transbaïkalie), A.I. Chilo (Oblast de Primorsk);
assis : N. L. Skalozoubov (province de Tobolsk), N. V. Nekrassov (province de Tomsk), V. I. Dzioubinski (province de Tobolsk), V. A. Karaoulov (province d'Ieniseïsk), V.K. Schtilke (province de Tomsk), N.A. Mankov (troupes kazakhes d'Amoursk et d'Oussouriisk), F.N. Tchilikine (région d'Amoursk)

À la fin de 1905, au plus fort de la révolution russe de 1905, il participe à la fondation du le Parti démocrate constitutionnel (ou parti des cadets) et dirige son bureau régional à Yalta, en Crimée.
Il est élu aux 3e (1907) et 4e (1912) Doumas d'État. Nikolaï Nekrassov est un membre actif de la Grande Loge de Russie, le Grand Orient de France en Russie (en). Il en est secrétaire général de 1912 à 1913 et de nouveau de 1914 à 1916.
Entre 1909 et 1915, Nikolaï Nekrassov est membre du Comité central des cadets, où il est situé au centre-gauche. Il prononce l'interpellation parlementaire des cadets le 9 avril 1912 après le massacre de la Lena, dénonçant ce qu'il qualifie d'ingérence illégale du gouvernement dans un conflit économique entre le travail et le capital en faveur de ce dernier.
Plus tard, en 1912, Nikolaï Nekrassov soutient que le « travail constructif » au sein de la Douma a été rendu impossible par le gouvernement tsariste et que le parti devrait être plus conflictuel et utiliser la Douma pour la propagande antigouvernementale au lieu de légiférer.
Le 6 novembre 1916, Nikolaï Nekrassov est élu vice-président de la Douma. Dans le même temps, convaincu que l'empereur Nicolas II et sa cour menaient le pays sur la voie d'une défaite militaire et d'une révolution, Nikolaï Nekrassov commence à comploter avec l'ancien président de la Douma l'octobriste Alexandre Goutchkov, Alexandre Kerenski, Alexandre Konovalov et l'industriel Mikhaïl Terechtchenko pour forcer Nicolas II à abdiquer.
Alexis, le fils de Nicholas II âgé de 13 ans, assumerait alors le trône et le frère plus libéral de Nicholas, le grand-duc Michel Alexandrovitch, deviendrait régent. Leurs plans sont toujours en cours lorsque la révolution de février 1917 les rend sans objet.

### Ministre du gouvernement (mars-août 1917)
Le 27 février 1917, Nikolaï Nekrassov devient membre du Comité provisoire de la Douma. Le 2 mars, il est nommé ministre des Transports du gouvernement provisoire russe formé par la Douma. Il plaide pour l'inclusion de socialistes modérés (mencheviks et socialistes révolutionnaires) dans le gouvernement et conserve son poste au sein du gouvernement de coalition libéral-socialiste formé le 5 mai.
Lorsque d'autres ministres cadets quittent le gouvernement en signe de protestation le 2 juillet, Nikolaï Nekrassov démissionne du parti et devient vice-Premier ministre le 8 juillet après qu'Alexandre Kerensky eut remplacé le prince Lvov à la tête du gouvernement.
Lorsque la coalition est reformée sous Alexandre Kerenski le 24 juillet, Nikolaï Nekrassov reste vice-Premier ministre et devient aussi ministre des Finances, représentant le Parti radical-démocrate. Lors de l'affaire Kornilov fin août, Nikolaï Nekrassov a d'abord soutenu Alexandre Kerensky, mais a suggéré à un moment donné que la démission de Kerensky pourrait constituer une issue à la crise, ce qui a entraîné son exclusion du gouvernement de coalition suivant en septembre.

### Dernier gouverneur général de Finlande (septembre-novembre 1917)
Le 17 septembre 1917, Nikolaï Nekrassov est nommé gouverneur général de Finlande après la démission de Stakhovitch. La mission de Nikolaï Nekrassov consiste à assurer les négociations entre le Sénat de Finlande et le gouvernement provisoire russe. Le Sénat veut assurer l'autonomie finlandaise par un traité, ce qui est approuvé par Alexandre Kerenski en septembre; mais, en octobre, le Sénat présente une nouvelle proposition qui augmenterait encore l'indépendance de la Finlande.
Le matin du 7 novembre, Nikolaï Nekrassov, alors qu'il se rend à Pétrograd pour remettre la proposition à Alexandre Kerenski, découvre que le gouvernement provisoire russe a été renversé par les bolchéviques pendant la révolution d'Octobre. En conséquence, il informe le Sénat qu'il ne retournerait pas en Finlande.

### Après la révolution de 1917
Nikolaï Nekrassov fait profil bas pendant la guerre civile russe et ne résiste pas aux bolchéviques, s'installant à Kazan en 1919.
Après l'arrivée au pouvoir des bolchéviques, il est le directeur du bureau de Moscou du  Gossnab et statisticien du Commissariat du peuple à l'éducation. Au début de 1918, après avoir changé son nom en V.A. Golgofsky, il part pour Oufa, travaille dans le système de coopération. En 1919, il s'installe à Kazan. En mars 1921, il est identifié comme un ancien ministre du gouvernement provisoire, arrêté, envoyé à Moscou et en mai il est libéré après une rencontre avec Lénine au Kremlin. Il est libéré en mai et devient membre du conseil d'administration de l'association centrale des coopératives de consommateurs de la RSS de Russie, où il reste jusqu'à sa prochaine arrestation.
Le 30 novembre 1930, il est arrêté par la Guépéou et condamné à dix ans de prison dans le cadre du prétendu complot de l'organisation contre-révolutionnaire du Parti ouvrier social-démocrate de Russie.
Pendant son incarcération, il travaille au bureau pour la conception du canal de la mer Blanche et participe à la construction du canal. En mars 1933, avec l'achèvement de la construction du canal, il bénéficie d'une libération anticipée, après quoi il travaille à la construction du canal de Moscou en tant qu'employé de la direction de la construction et chef de la zone de construction de Zavidovsky.
Il est de nouveau arrêté le 13 juin 1939. Le 14 avril 1940, condamné a mort par le collège militaire de la Cour suprême de l'URSS pour sabotage de la construction du canal de Moscou et organisation d'un groupe terroriste contre-révolutionnaire dans le but d'assassiner les dirigeants du Parti communiste de l'Union soviétique et le gouvernement soviétique. Il est fusillé le 7 mai 1940 et inhumé au cimetière Donskoï à Moscou. Il est réhabilité le 12 mars 1991 par le procureur général de l'URSS.